# Quadro europeo delle qualifiche
Il quadro europeo delle qualifiche (QEQ; in inglese: European Qualifications Framework, EQF; in francese: Cadre européen des certifications, CEC) è un sistema, approvato per la prima volta nel 2008 dal Parlamento europeo e dal Consiglio, sottoposto a revisione nel 2017, che permette di descrivere i risultati di apprendimento dei cittadini dei paesi europei secondo standard definiti, al fine di favorirne il riconoscimento, indipendentemente dal luogo e dal modo in cui sono stati conseguiti. "Qualifica" viene inteso con un significato più esteso rispetto all'uso comune, in Italia, di "qualifica", riferito al titolo conseguito al termine di un percorso di Istruzione e formazione professionale; "qualifica", in generale, rappresenta l'esito di un processo di valutazione e validazione, rilasciata da un'autorità competente nella forma di certificato o diploma a conclusione di un percorso di formazione o comunque di apprendimento avvenuto in contesti diversi, formali, non formali e informali.

## Caratteristiche e utilizzo di EQF
L'EQF è un dispositivo basato su risultati di apprendimento descritti in modo trasparente, in termini di "conoscenze, abilità e autonomia e responsabilità". Il criterio "autonomia e responsabilità" nella revisione di EQF del 2017 sostituisce il termine “competenze”. Ne risulta un quadro articolato in 8 livelli, per ciascuno dei quali sono individuate le specificità, in modo univoco. Dal secondo livello EQF sino all'ottavo, l'ambito di apprendimento dello studio viene equiparato a quello del lavoro, e ciò favorisce non solamente la mobilità nello studio, ma anche l'occupabilità: in tal senso le qualificazioni "segnalano ai datori di lavoro quelle che sono, in linea di principio, le conoscenze e le capacità dei titolari delle qualifiche («risultati dell’apprendimento»)".
Con la formale adozione di EQF, il 14 febbraio 2008, si prevede che le qualificazioni rilasciate dai sistemi nazionali dei paesi Europei entro il 2010 debbano essere sottoposte a un processo di referenziazione ai livelli EQF, al fine di permettere il confronto di qualifiche acquisite in diversi paesi, ed entro il 2012 tutti i certificati rilasciati in un paese d'Europa dalle autorità competenti debbano contenere "un chiaro riferimento - in base ai sistemi nazionali delle qualifiche - all'appropriato livello del Quadro europeo delle qualifiche", favorendo in tal modo la comprensione e la comparabilità delle qualificazioni nazionali.

## Il quadro EQF e la correlazione con le qualificazioni in Italia
In Italia il processo finalizzato a rendere trasparenti le qualificazioni rapportandole a EQF è avvenuto attraverso:
- le riforme scolastiche a partire dalla L. 53/2003, dove i programmi disciplinari sono stati sostituiti dalla definizione dei risultati di apprendimento dei diversi percorsi dell’istruzione e della formazione, caratterizzanti i profili di studio di ciascun indirizzo, descritti sinteticamente in modo standard nel "Supplemento Europass al Certificato"[6], messo a disposizione degli studenti diplomati;
- l'indicazione del livello EQF 4 nel Diploma conseguito a conclusione del percorso di studi, nel Supplemento Europass al Certificato e nel "curriculum dello studente"[7];
- la definizione, nel 2013, delle norme generali e dei livelli essenziali delle prestazioni per l'individuazione e validazione degli apprendimenti non formali e informali e degli standard minimi di servizio del sistema nazionale di certificazione delle competenze[8];
- l'istituzione del Quadro nazionale delle qualificazioni nel 2018[9], con la referenziazione[10] delle qualificazioni al Quadro Nazionale delle Qualificazioni (QNQ), garantendo le corrispondenze tra i titoli di studio italiani e i livelli EQF; nel 2021 sono state emanate le Linee Guida[11].

| Livello | Conoscenze | Abilità | Responsabilità e autonomia | Tipologia di qualificazione in Italia |
| ------- | --- | --- | --- | --- |
|         | Nel contesto dell’EQF, le conoscenze sono descritte come teoriche e/o pratiche | Nel contesto dell’EQF, le abilità sono descritte come cognitive (comprendenti l’uso del pensiero logico, intuitivo e creativo) e pratiche (comprendenti la manualità e l’uso di metodi, materiali, strumenti e utensili).                                              | Nel contesto dell’EQF, la responsabilità e l’autonomia sono descritte come la capacità del discente di applicare le conoscenze e le abilità in modo autonomo e responsabile | |
| 1       | Conoscenze generale di base. | Abilità di base necessarie a svolgere compiti semplici. | Lavoro o studio, sotto supervisione diretta, in un contesto strutturato. | Diploma di licenza conclusiva del I ciclo di istruzione; |
| 2       | Conoscenze pratiche di base in un ambito di lavoro o di studio. | Abilità cognitive e pratiche di base necessarie all’uso di informazioni pertinenti per svolgere compiti e risolvere problemi ricorrenti usando strumenti e regole semplici.                                                                                            | Lavoro o studio, sotto supervisione, con un certo grado di autonomia. | Certificazione delle competenze di base acquisite in esito all'assolvimento dell'obbligo di istruzione; |
| 3       | Conoscenza di fatti, principi, processi e concetti generali, in un ambito lavorativo o di studio. | Una gamma di abilità cognitive e pratiche necessarie a svolgere compiti e risolvere problemi scegliendo e applicando metodi di base, strumenti, materiali ed informazioni.                                                                                             | Assumere la responsabilità di portare a termine compiti nell’ambito del lavoro o dello studio. Adeguare il proprio comportamento alle circostanze nella soluzione dei problemi. | Attestato di qualifica di operatore professionale; |
| 4       | Conoscenze pratiche e teoriche in ampi contesti in un ambito di lavoro o di studio. | Una gamma di abilità cognitive e pratiche necessarie a risolvere problemi specifici in un ambito di lavoro o di studio. | Sapersi gestire autonomamente, nel quadro di istruzioni in un contesto di lavoro o di studio, di solito prevedibili ma soggetti a cambiamenti. Sorvegliare il lavoro di routine di altri, assumendo una certa responsabilità per la valutazione e il miglioramento di attività lavorative o di studio. | Diploma professionale di tecnico, diploma liceale, diploma di istruzione tecnica, diploma di istruzione professionale, certificato di specializzazione tecnica superiore;                                                    |
| 5       | Conoscenze pratiche e teoriche esaurienti e specializzate, in un ambito di lavoro o di studio, e consapevolezza dei limiti di tali conoscenze. | Una gamma completa di abilità cognitive e pratiche necessarie per sviluppare soluzioni creative a problemi astratti. | Saper gestire e sorvegliare attività nel contesto di attività lavorative o di studio esposte a cambiamenti imprevedibili. Esaminare e sviluppare le prestazioni proprie e di altri. | Diploma di Tecnico Superiore (ITS); |
| 6       | Conoscenze avanzate in un ambito di lavoro o di studio, che presuppongano una comprensione critica di teorie e principi. Nel contesto del Quadro europeo delle Qualificazioni, le conoscenze sono descritte come teoriche e/o pratica.                                       | Abilità avanzate, che dimostrino padronanza ed innovazione necessarie a risolvere problemi complessi ed imprevedibili in un ambito specializzato di lavoro o di studio.                                                                                                | Gestire attività o progetti tecnico/professionali complessi assumendo la responsabilità di decisioni in contesti di lavoro o di studio imprevedibili. Assumere la responsabilità di gestire lo sviluppo professionale di persone e gruppi.                                                             | Laurea triennale, diploma accademico di I livello; |
| 7       | Conoscenze altamente specializzate, parte delle quali all’avanguardia in un ambito di lavoro o di studio, come base del pensiero originale e/o della ricerca. Consapevolezza critica di questioni legate alla conoscenza in un ambito e all’intersezione tra ambiti diversi. | Abilità specializzate, orientate alla soluzione di problemi, necessarie nella ricerca e/o nell’innovazione al fine di sviluppare conoscenze e procedure nuove e integrare le conoscenze ottenute in ambiti diversi.                                                    | Gestire e trasformare contesti di lavoro o di studio complessi, imprevedibili e che richiedono nuovi approcci strategici. Assumere la responsabilità di contribuire alla conoscenza e alla pratica professionale e/o di verificare le prestazioni strategiche dei gruppi.                              | Laurea magistrale o vecchio ordinamento, diploma accademico di II livello, master universitario di I livello, diploma accademico di specializzazione (I), diploma di perfezionamento o master (I);                           |
| 8       | Le conoscenze più all’avanguardia in un ambito di lavoro o di studio e all’intersezione tra ambiti diversi. | Le abilità e le tecniche più avanzate e specializzate, comprese le capacità di sintesi e di valutazione, necessarie a risolvere problemi complessi della ricerca e/o dell’innovazione e ad estendere e ridefinire le conoscenze o le pratiche professionali esistenti. | Dimostrare effettiva autorità, capacità di innovazione, autonomia, integrità tipica dello studioso e del professionista e impegno continuo nello sviluppo di nuove idee o processi all’avanguardia in contesti di lavoro, di studio e di ricerca.                                                      | Dottorato di ricerca, diploma accademico di formazione alla ricerca, diploma di specializzazione, master universitario di II livello, diploma accademico di specializzazione (II), diploma di perfezionamento o master (II). |